# Aleksander Świętochowski

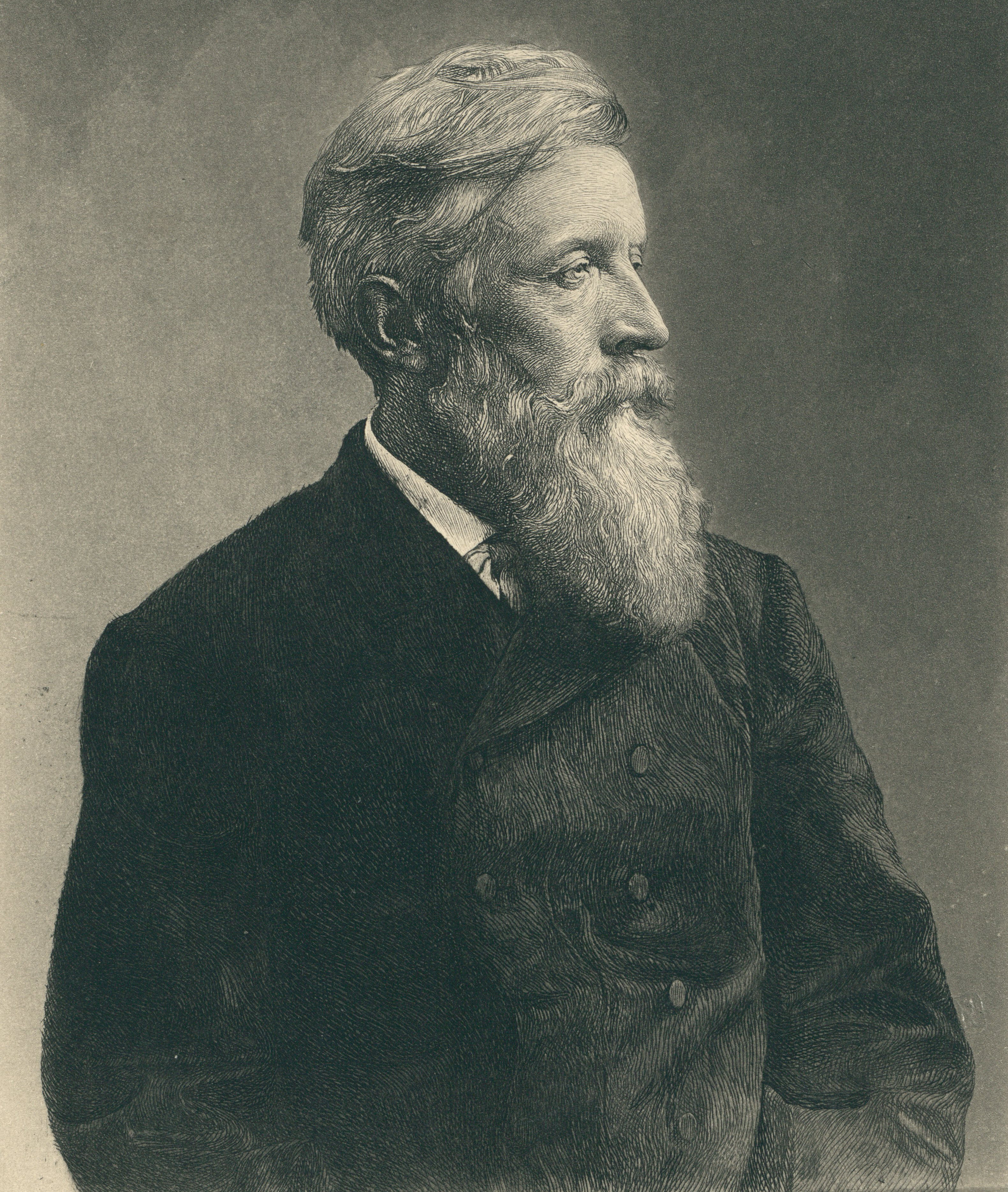
Aleksander Świętochowski

Aleksander Świętochowski (* 18. Januar 1849 in Stoczek Łukowski, Russisches Kaiserreich; † 25. April 1938 in Gołotczyzna) war ein polnischer Schriftsteller, Kritiker und politischer Publizist der Zeit des Positivismus, der Literaturepoche Polens nach dem gescheiterten Januaraufstand im Jahre 1863.

## Leben
Świętochowski arbeitete in den Jahren 1871 bis 1874 für die Zeitschrift Przegląd Tygodniowy. Im Jahr 1881 gründete er die Wochenzeitschrift Prawda, die er bis zum Jahr 1902 redigierte.